# Bulwar Józefa Zwierzyckiego we Wrocławiu

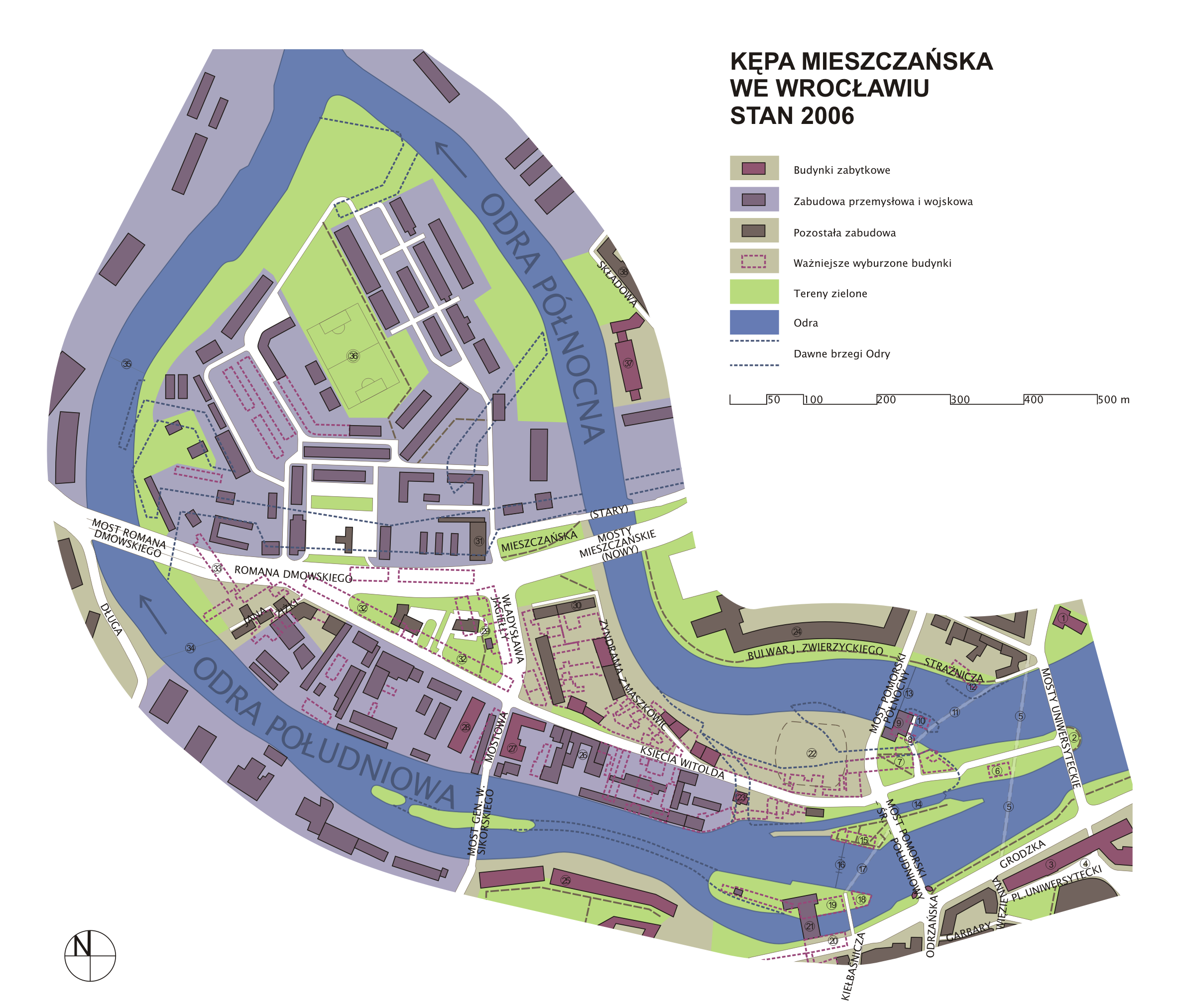
Śródmiejski Węzeł Wodny dolny

Bulwar Józefa Zwierzyckiego we Wrocławiu – bulwar położony na północnym brzegu jednego z ramion bocznych Odry Północnej, w obrębie osiedla Nadodrze. Obejmuje obszar zawarty między korytem Odry Północnej a budynkami Archiwum Państwowego i Uniwersytetu Wrocławskiego. Przy bulwarze znajduje się także budynek dawnej siedziby Komitetu Wojewódzkiego PZPR. Bulwar stanowi pieszy łącznik pomiędzy ulicą Pomorską a placem Maksa Borna i ulicą Stanisława Dubois. Położony jest nad korytem rzeki, które w tym miejscu początkowo biegnie na zachód a następnie łukiem zmienia kierunek na północny – bulwar biegnie po wewnętrznej stronie tego łuku. Bulwar ten jest jednym z ciągu bulwarów nad Odrą Północną: bulwar Józefa Zwierzyckiego, ulica Strażnicza, bulwar Słoneczny.
W ramach Wrocławskiego Budżetu Obywatelskiego, jako instalacja edukacyjna, na terenie Bulwaru powstały 2 trzymetrowe Zwierciadła Akustyczne.
Nazwa bulwaru została ustalona uchwałą XXII/124/91 Rady Miejskiej Wrocławia z dnia 8 maja 1991 roku w sprawie ustalenia nazw ulic i placów na terenie m. Wrocławia. Upamiętnia ona postać profesora Józefa Zwierzyckiego, polskiego geologa, badacza Archipelagu Malajskiego i Nowej Gwinei oraz jednego z twórców Instytutu Nauk Geologicznych Uniwersytetu Wrocławskiego.

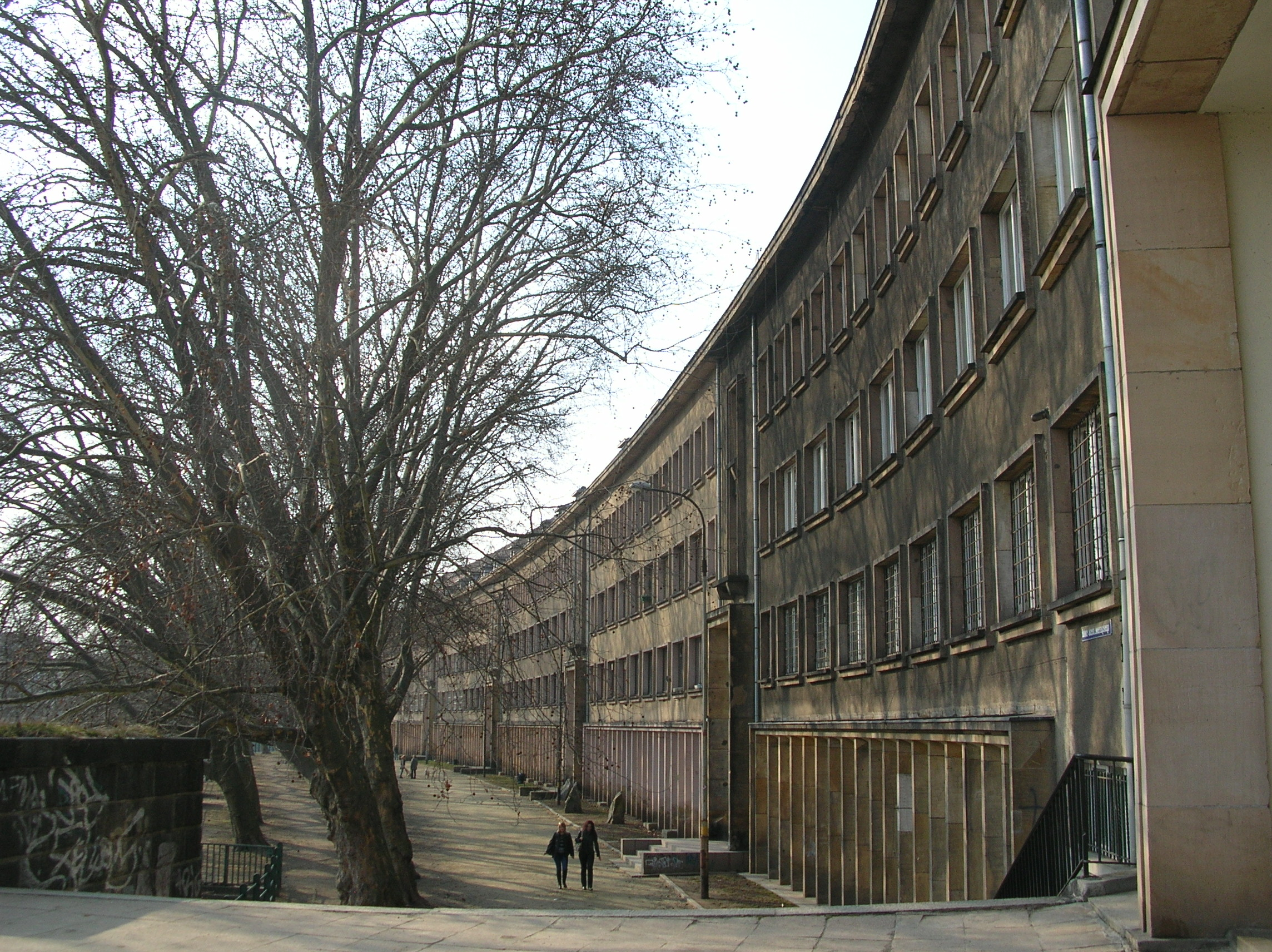
Bulwar widziany od strony ulicy Pomorskiej

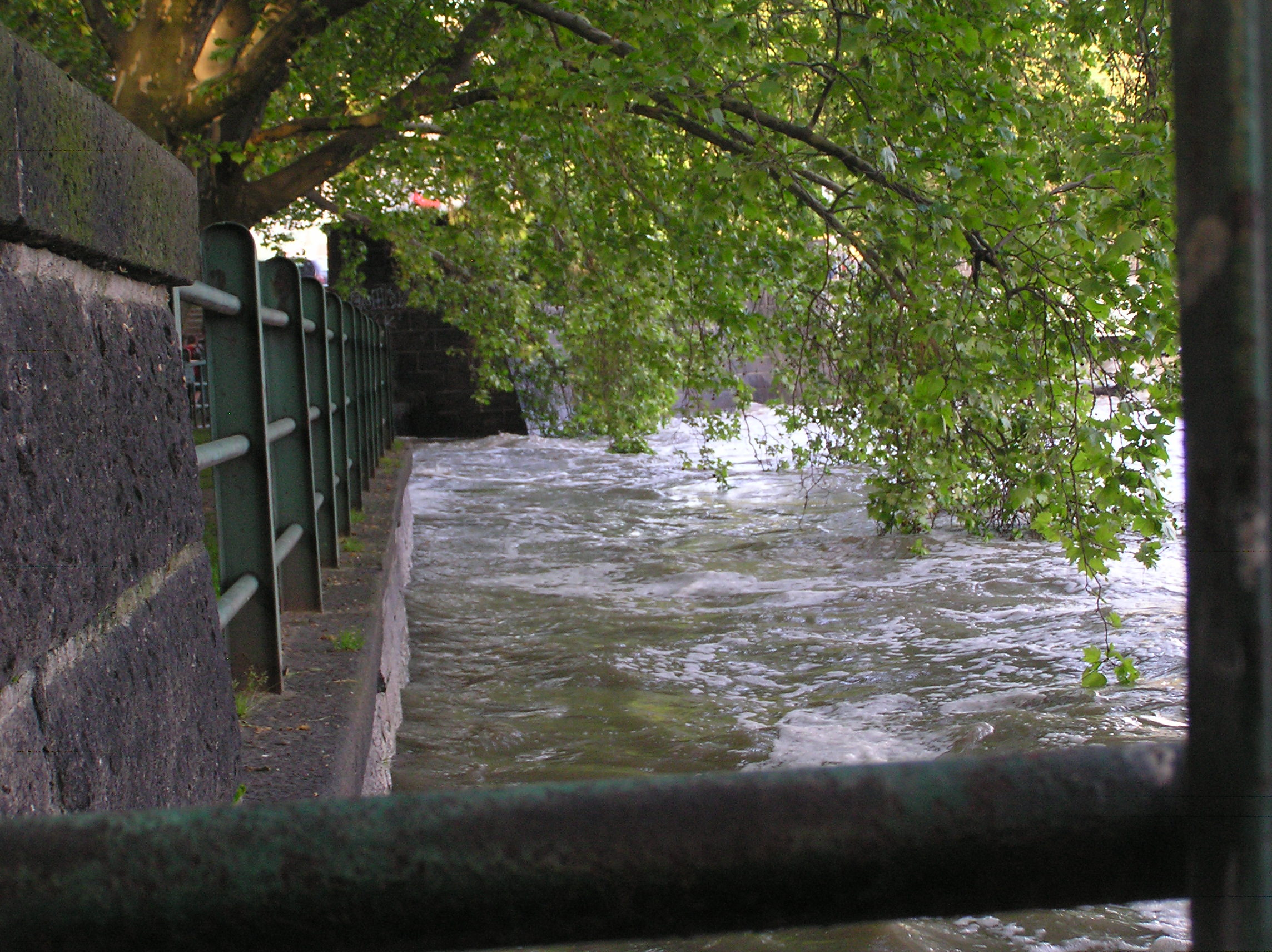
Powódź, maj 2010 r.

Z bulwaru rozciąga się widok na wyspę Kępa Mieszczańska. Sam bulwar biegnie wzdłuż nabrzeża rzeki wykonanego jako pionowa ściana murowana, stanowiąca konstrukcję oporową, oblicowana płytami kamiennymi. Na zwieńczeniu tej ściany zamontowana jest stalowa balustrada z murowanymi, kamiennymi filarami. Tylko na odcinku przy placu Maksa Borna brzeg stanowi skarpa umocniona brukiem kamiennym. Aleje spacerowe bulwaru osadzone są drzewami, w tym między innymi platanami. Stwierdzono tu występowanie niezwykle rzadkiego w warunkach polskich owada. Jest to pluskwiak z rodziny prześwietlikowatych (Tingidae), Corythucha ciliata, który występuje głównie właśnie na platanach. 
| obiekt                 | opis    | fotografia |
| ---------------------- | ------- | ---------- |
| Mosty Pomorskie        | most    |            |
| Archiwum Państwowe     | budynek |            |
| Uniwersytet Wrocławski | budynek |            |
| dawna siedziba KW PZPR | budynek |            |
| Mosty Mieszczańskie    | most    |            |